# داني وايلد
داني وايلد (بالإنجليزية: Danny Wilde)‏ هو منشد أمريكي، ولد في 3 يونيو 1956.

## وصلات خارجية
- داني وايلد على موقع ميوزك برينز (الإنجليزية)
- داني وايلد على موقع أول ميوزيك (الإنجليزية)
- داني وايلد على موقع ديسكوغز (الإنجليزية)